# Tryptyk Pagagnottiego
Tryptyk Pagagnottiego (niderl. Pagagnotti-triptiek) – tryptyk niderlandzkiego malarza niemieckiego pochodzenia Hansa Memlinga.

## Opis
Tryptyk powstał na zlecenie Benedetta Pagagnottiego, dominikanina w klasztorach San Marco i Santa Maria Novella we Florencji oraz koadiutora biskupa Florencji. Przedstawia spiżową figurę Madonny z Dzieciątkiem na tronie, w towarzystwie aniołów (panel centralny) oraz Jana Chrzciciela i Świętego Wawrzyńca (skrzydła tryptyku). Prawdopodobnie to fundator wybrał postacie świętych na skrzydłach; miały one nawiązywać do rodu Medyceuszy, do Lorenza il Magnifico lub Lorenza di Pierfrancesco de' Medici. Na rewersach skrzydeł ukazane zostały śpiące żurawie, emblematy herbu florenckiej rodziny Pagagnotti i symbol Benedetta Pagagnottiego. Jeden z ptaków, strażnik stada, trzyma w pazurach kamień, który w razie jego zaśnięcia miałby go obudzić (spadający kamień wywołałby hałas).
Memling kompozycję Madonny tronującej wykorzystał w kolejnej swojej pracy, w Tryptyku Marii z Dzieciątkiem. Powtarzający jest również motyw małego Jezusa wyciągającego rączkę po jabłko trzymane przez anioła. Pojawił się on po raz pierwszy w sztuce Memlinga w 1478 w Tryptyku rodziny Donne, powtórzony kolejno w tryptyku z Uffizi i z Muzeum Historii Sztuki w Wiedniu. W późniejszych obrazach Memling jabłko umieszcza w dłoniach Madonny, zawężając w ten sposób motyw do postaci Marii i Jezusa, co pozwala mu na powtórzenie go w kilku pracach, m.in.: w Tryptyku Benedetta Portinariego czy w Dyptyku Maartena van Nieuwenhove.
Obecnie tryptyk jest podzielony: część środkowa znajduje się w Galerii Uffizi we Florencji, skrzydła boczne w National Gallery w Londynie.